# علی مظفری سالانقوچ
علی مظفری سالانقوچ (۱۷ اردیبهشت ۱۳۸۴ – ۳۰ شهریور ۱۴۰۱) یکی از معترضان نوجوان شرکت‌کننده در خیزش ۱۴۰۱ ایران بود که در ۳۰ شهریور ۱۴۰۱ در قوچان توسط نیروهای انتظامی جمهوری اسلامی کشته شد.

## زندگی
علی مظفری در قوچان به دنیا آمد. او سابقهٔ دعوت به اردوی تیم ملی نوجوانان والیبال و نایب قهرمانی کشور به همراه تیم سایپای تهران را داشت.

## کشته‌شدن و خاکسپاری
خانوادهٔ علی مظفری روز شنبه ۲ مهر، جسد فرزندشان را در قبال پرداخت ۵۰ میلیون تومان تحویل گرفته و در میان تدابیر شدید امنیتی صبح زود مراسم خاکسپاری برگزار شد.